# Danny K. Davis

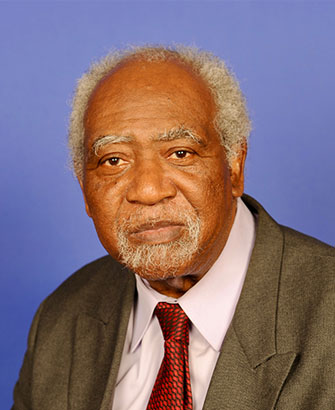
Danny K. Davis (2018)

Danny K. Davis (* 6. September 1941 in Parkdale, Arkansas) ist ein US-amerikanischer Politiker der Demokratischen Partei. Seit Januar 1997 vertritt er den siebten Distrikt des Bundesstaats Illinois im US-Repräsentantenhaus.

## Privatleben
Danny Davis besuchte bis 1957 die Savage High School und danach bis 1961 das Arkansas AM&N College. Daran schloss sich bis 1968 ein Studium an der Chicago State University an. Er beendete seine Ausbildung im Jahr 1977 am Union Institute in Cincinnati (Ohio). Er hat drei Master und Doktorgrade der beiden Universitäten. Parallel zu seiner Ausbildung arbeitete Davis in mehreren Berufen. Von 1961 bis 1965 war er bei der Postbehörde in Chicago angestellt. Bis 1968 unterrichtete er auch als Lehrer an den öffentlichen Schulen in dieser Stadt. Im Jahr 1969 wurde er geschäftsführender Direktor der Greater Lawndale Conservation Commission. Von 1969 bis 1971 leitete Davis die Fortbildungsabteilung des Martin L. King Neighborhood Health Center sowie von 1975 bis 1981 das West Side Health Center in Chicago. Er hat 6 Ehrendoktorwürden von verschiedenen Colleges und Universitäten.
Er ist mit Vera G. Davis verheiratet und hat zwei Söhne mit ihr, von denen einer verstorben ist.

## Politik
Politisch wurde er Mitglied der Demokratischen Partei. Von 1979 bis 1990 saß er im Stadtrat von Chicago. Von 1990 bis 1996 gehörte er dem  Kreisrat im Cook County an. 1984 und 1986 kandidierte er jeweils noch erfolglos für den Kongress.
Bei den Kongresswahlen des Jahres 1996 wurde Davis dann aber im siebten Wahlbezirk von Illinois in das US-Repräsentantenhaus in Washington, D.C. gewählt, wo er am 3. Januar 1997 die Nachfolge von Cardiss Collins antrat. Nach bisher vierzehn Wiederwahlen kann er sein Mandat im Kongress bis heute ausüben. Seine aktuelle, insgesamt 15., Legislaturperiode im Repräsentantenhaus des 119. Kongresses läuft noch bis zum 3. Januar 2027.

### Ausschüsse
Davis ist aktuell Mitglied in folgenden Ausschüssen des Repräsentantenhauses:
- Committee on Ways and Means
  - Health
  - Work and Welfare